# Kees Pellenaars
Cornelis Petrus Pellenaars, detto Kees (Terheijden, 10 maggio 1913 – Breda, 30 gennaio 1988), è stato un ciclista su strada olandese.

## Palmarès

### Olimpiadi
- 1 medaglia:
  - 1 oro (Lipsia 1934 nella corsa in linea dilettanti)